# Steve Skeates
Steve Skeates (né le 29 janvier 1943 à Rochester dans l'État de New York et mort le 30 mars 2023) est un scénariste de bande dessinée américain qui travaille pour l'industrie du comic book depuis 1968. Il a travaillé sous les pseudonymes de Chester P. Hazel et de Warren Savin.

## Biographie
Steve Skeates naît le 29 janvier 1943 à Rochester dans l'État de New York. Il entre d'abord à l'université pour étudier les mathématiques mais au bout d'un an change de voie et suit un cursus en littérature anglaise. C'est à la fin de son cursus qu'il découvre les comics Marvel dont il devient fan. Il envoie alors son CV aux principales maisons d'édition. Stan Lee le rappelle et l'engage comme assistant éditorial. Cependant, l'emploi consiste surtout en de la relecture avant publication, et Steve Skeates s'en lasse rapidement. Il est donc remplacé par Roy Thomas et commence à écrire des scénarios de comics de western pour Marvel. Fort de cette expérience, il peut proposer ses services à d'autres maisons d'édition. Il travaille alors pour Tower Comics, Charlton Comics et DC Comics. Comme il n'est pas sous contrat exclusif, il peut travailler pour plusieurs éditeurs en même temps. Lorsqu'en 1967, il travaille pour Charlton, dont l'éditeur est alors Dick Giordano, il scénarise The Many Ghosts of Doctor Graves. Lorsque Giordano quitte Charlton pour DC, il y amène les scénaristes et les dessinateurs qui travaillaient avec lui dont Steve Skeates. Chez DC, Skeates scénarise Aquaman durant trois ans. En 1972 et en 1973, il est récompensé par un prix Shazam, à chaque fois pour la meilleure histoire humoristique. La première The Poster Plague est dessinée par Sergio Aragones, la seconde The Gourmet est dessinée par Bernie Wrightson et publiée dans Plop!. De 1976 à 1977 il est le scénariste de Plastic Man dessiné par Ramona Fradon. Dans les années 1980, il s'éloigne des comics mais y revient de temps en temps. Ainsi, il écrit le scénario du premier numéro de Generic Comic Book pour Marvel ce qui l'amène à écrire des scénarios pour le comics humoristique  Peter Porker: The Spectacular Spider-Ham parodie publiée par Marvel de Spider-Man.

## Prix et récompenses
- 1973 : Prix Shazam de la meilleure histoire humoristique pour « The Poster Plague », dans House of Mystery n° 201 (avec Sergio Aragonés)
- 1974 :
  - Prix Warren du meilleur scénariste
  - Prix Shazam du meilleur scénariste humoristique et de la meilleure histoire humoristique pour « The Gourmet », dans Plop! n° 1 (avec Bernie Wrightson)
- 1975 : Prix Shazam du meilleur scénariste humoristique
- 2012 : Prix Bill Finger

## Publications

### Archie Comics
- Red Circle Sorcery #6–7 (1974)

### Atlas/Seaboard Comics
- Western Action #1 (1975)
- Wulf the Barbarian #3 (1975)

### Charlton Comics
- Abbott & Costello #1–11 (1968–1969)
- Blue Beetle #4 (Question histoire secondaire) (1967)
- The Gunfighters #52 (1967)
- Judomaster #95–98 (Sarge Steel histoire secondaire) (1967)
- The Many Ghosts of Doctor Graves #2–13 (1967–1969)
- Outlaws Of The West #66–79 (1967–1970)
- Peacemaker #4–5 (Fightin' 5 histoire secondaire) (1967)
- Secret Agent #10 (Sarge Steel) (1967)

### DC Comics
- 1st Issue Special #11 (Codename: Assassin) (1976)
- Adventure Comics #417, 421–424, 427–429, 432–433, 435–436, 449 (1972–1977)
- The Amazing World of DC Comics #13 (1976)
- Aquaman #40–56 (1968–1971)
- Blackhawk #244–246, 249–250 (1976–1977)
- DC Graphic Novel #2 (1984)
- DC Super Stars #13 (1977)
- The Flash #202, 204, 207, 209–211, 216 (1970–1972)
- Forbidden Tales of Dark Mansion #10 (1973)
- Hawk and Dove #1–4 (1968–1969)
- House of Mystery #201–202, 209, 213–214, 217, 224, 251, 254, 256, 261, 310, 313 (1972–1983)
- House of Secrets #84, 93, 97, 103, 105, 107, 117–118, 120, 125–126, 131, 134–135, 139, 143–144 (1970–1977)
- The Mighty Isis #2–4 (1976–1977)
- Mystery in Space #114 (1980)
- Phantom Stranger vol. 2 #18–19, 22, 27–30, 34 (1972–1974)
- Plastic Man #11–13, 15–16 (1976–1977)
- Plop! #1–2, 4, 6–11, 13, 15–20, 22, 24 (1973–1976)
- Secrets of Haunted House #8, 42 (1977–1981)
- Secrets of Sinister House #10 (1973)
- Showcase #75 (Hawk and Dove) (1968)
- Spectre #8 (1969)
- Star Spangled War Stories #184, 196, 199 (1975–1976)
- Super DC Giant #S-26 (Aquaman) (1971)
- Super-Team Family #3 (Flash et Hawkman); #8–10 (Challengers of the Unknown) (1976–1977)
- Superman's Pal Jimmy Olsen #152–153 (1972)
- Teen Titans #28–32, 36 (1970–1971)
- Unknown Soldier #205–207 (1977)
- Weird Mystery Tales #4, 7, 11–12, 14, 21, 23 (1973–1975)
- Weird War Tales #32, 35, 46–49 (1974–1976)
- Weird Western Tales #32 (1976)
- The Witching Hour #6–7, 12, 26 (1969–1971)
- World's Finest Comics #203, 205, 214 (1971–1972)

### Marvel Comics
- Marvel Preview #30–34 (1982–1983)
- Chamber of Chills #4, 6 (1973)
- Crazy Magazine #68–69, 75, 77 (histoire secondaire de Howard the Duck); 79 (1980–1981)
- Generic Comic #1 (1984)
- Howard the Duck magazine #9 (1981)
- Journey into Mystery vol. 2 #1 (1972)
- Marvel Preview #23 (1980)
- Monsters Unleashed #3 (1973)
- Peter Porker, the Spectacular Spider-Ham #1–7, 10 (1985–1986)
- Savage Sword of Conan #98 (1984)
- Savage Tales vol. 2 #2, 6 (1985–1986)
- Sub-Mariner #72 (1974)
- Tower of Shadows #6 (1970)
- Two-Gun Kid #80 (1966)
- What If...? #23 ("What If Aunt May Had Been Bitten by That Radioactive Spider?") (1980)

### Tower Comics
- Noman #1–2 (1966–1967)
- T.H.U.N.D.E.R. Agents #4–8, 11–14 (1966–1967)
- Undersea Agent #3–4 (1966)